# Vezia
Vezia är en ort och kommun  i distriktet Lugano i kantonen Ticino, Schweiz. Kommunen har 2 045 invånare (2023).